# U-Boot Tipo U 19
La classe di U-Boot ' Tipo U 19' era relativa a una serie di sommergibili tedeschi d'altura, che completati a partire dal 1913, introducevano la propulsione Diesel nelle costruzioni navali di questo tipo, precedentemente alimentate a nafta leggera. I battelli ottennero un gran numero di successi nella loro vita operativa.

## Unità della classe
| Nome    | Ordine           | Impostazione     | Varo             | Entrata in servizio | Destino finale                                                        | Note |
| ------- | ---------------- | ---------------- | ---------------- | ------------------- | --------------------------------------------------------------------- | --- |
| SM U-19 | 25 novembre 1910 | 20 ottobre 1911  | 10 ottobre 1912  | 6 luglio 1913       | Ceduto agli inglesi nel 1918, fu smantellato a Blyth nel 1919 o 1920. | |
| SM U-20 | 25 novembre 1910 | 7 novembre 1911  | 18 dicembre 1912 | 5 agosto 1913       | Autoaffondato il 5 novembre 1916.                                     | Il 7 maggio 1915 affondò il RMS Lusitania.                                                                   |
| SM U-21 | 25 novembre 1910 | 27 ottobre 1911  | 8 febbraio 1913  | 22 ottobre 1913     | Affondato accidentalmente il 22 febbraio 1919.                        | Tra il 21 settembre 1915 e il 1º ottobre 1916 prestò servizio nella k.u.k. Kriegsmarine con il nome di U-36. |
| SM U-22 | 25 novembre 1910 | 14 novembre 1911 | 6 marzo 1913     | 25 novembre 1913    | Ceduto agli Alleati nel 1918, fu smantellato a Blyth nel 1919 o 1920. | |